# Pasquale Fabbri
Pasquale Fabbri (* 2. April 1942 in Galeata) ist ein ehemaliger italienischer Radrennfahrer.

## Sportliche Laufbahn
Fabbri war Straßenradsportler. Bei den UCI-Straßen-Weltmeisterschaften 1963 gewann er mit Mario Maino, Danilo Grassi und Dino Zandegù die Silbermedaille im Mannschaftszeitfahren. In der Tour de l’Avenir 1963 kam er auf den 35. Platz.
1963 wurde er Berufsfahrer im Radsportteam Ignis und fuhr bis 1967 als Radprofi. 1966 siegte er im Eintagesrennen Grand Premio Alghero (Sassari–Cagliari) vor Gianpiero Macchi.
Er bestritt alle Grand Tours. In der Tour de France 1966 schied er aus, ebenso in der Vuelta a España 1966. Im Giro d’Italia 1965 kam er auf den 59. Rang.